# Лёгкий авианосец

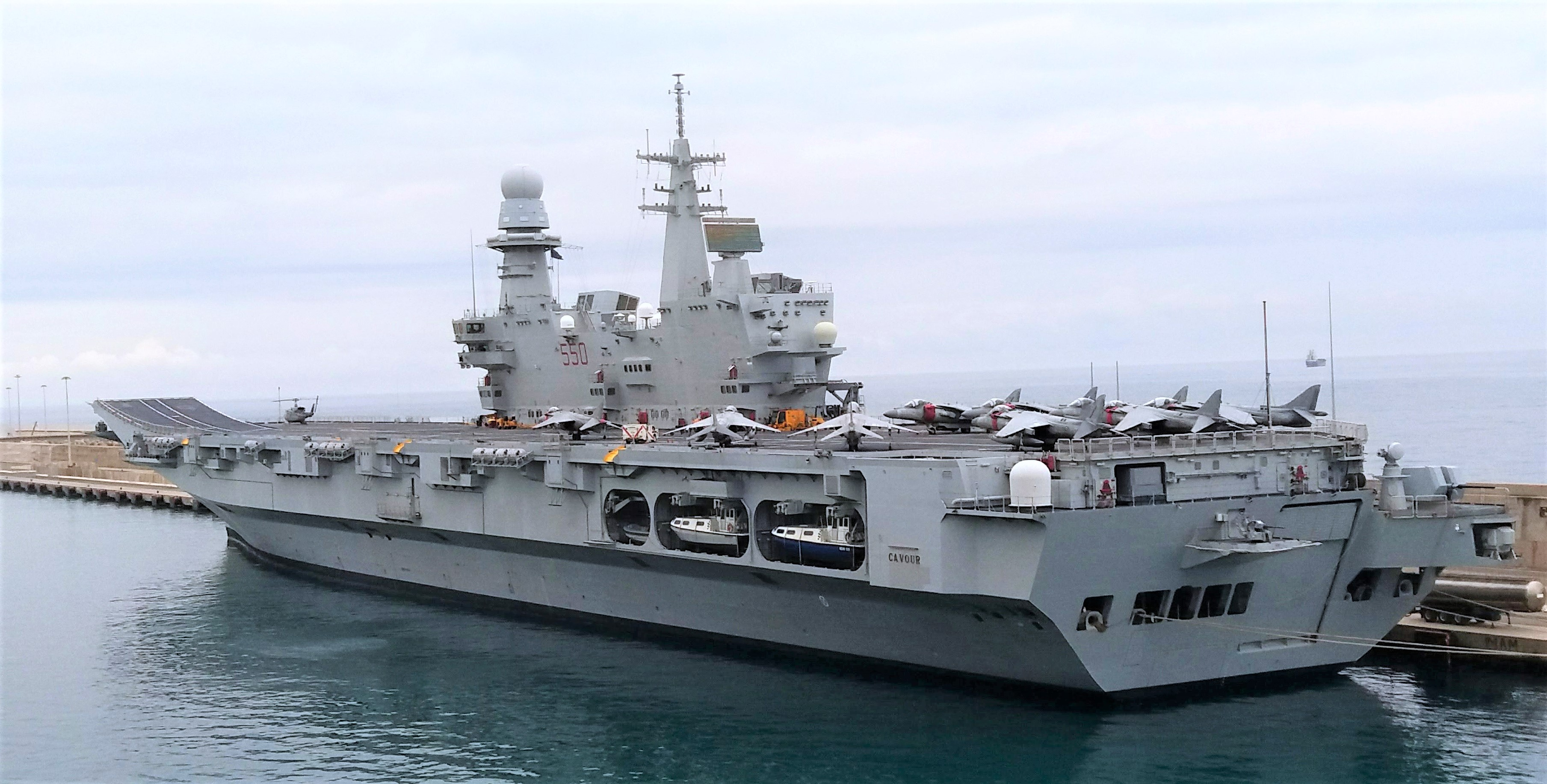
Кавур

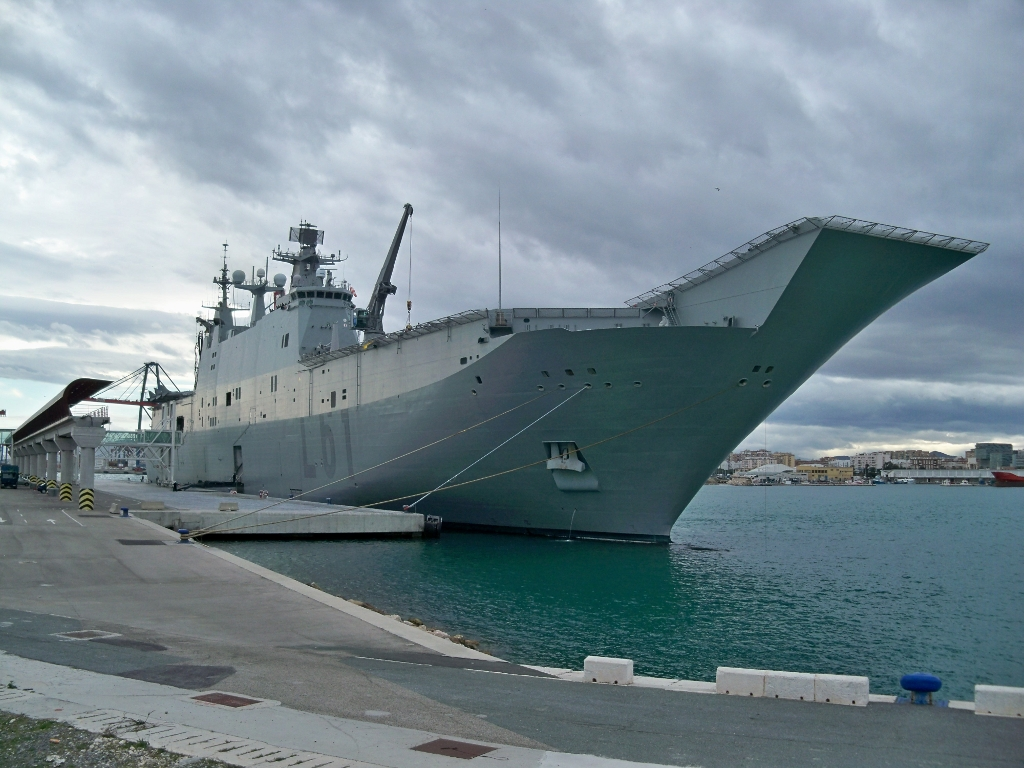
Хуан Карлос I

Лёгкий авианосец (англ. Light aircraft carrier) — подкласс авианосцев, отличающихся от многоцелевых авианосцев уменьшенными размерами и ограниченными боевыми возможностями. Появились в годы Второй мировой войны как следствие стремления воюющих государств быстро ввести в строй максимальное количество авианесущих кораблей с умеренными затратами. При этом новый класс должен был оперировать в составе ударных соединений флота и соответственно иметь высокую скорость и солидную систему ПВО, что отличало лёгкие авианосцы от появившихся в то же время эскортных авианосцев. Первыми лёгкими авианосцами стали корабли типа «Индепенденс», вступившие в строй в 1943 году.
После окончания Второй мировой войны интерес к лёгким авианосцам резко снизился, вследствие появления реактивных самолётов, которым требовались для базирования крупные корабли, причём эти требования постоянно возрастали. В сложившейся ситуации США и Великобритания ограничились достройкой некоторых, заложенных ещё в годы войны, лёгких авианосцев. Большая часть кораблей этого подкласса была либо переоборудована в противолодочные авианосцы, десантные вертолётоносцы, либо продана второстепенным морским державам или списана.
Возрождение интереса к лёгким авианосцам в конце 1960-х — начале 1970-х годов было связано с появлением самолётов вертикального взлёта и посадки, не требовавших для эксплуатации с палубы катапульт и аэрофинишёров и следовательно способных базироваться на носителях умеренного водоизмещения. Колоссальная стоимость «классических» авианосцев вызвала желание строить умеренные по цене корабли, хотя бы и не обладающие возможностями полноценных авианосцев. Кроме того, определённую роль играл также и фактор престижа — во второй половине XX века авианосец стал «статусным» кораблём, унаследовав эту роль от линкора.
К началу XXI века к подклассу лёгких авианосцев специалистами относились корабли водоизмещением от 12 000 до 25 000 тонн. Их главной отличительной особенностью считается отсутствие устройств принудительного взлёта и посадки летательных аппаратов и применение в качестве основы авиагруппы СВВП. В начале XXI века таковым являлся британско-американские боевые самолёты семейства «Харриер» различных моделей. В перспективе ожидается поступление на вооружение лёгких авианосцев американских истребителей укороченного взлёта и вертикальной посадки F-35B.

## Лёгкие авианосцы США времён Второй мировой войны
Возможность перестройки лёгких крейсеров в авианосцы впервые обсуждалась в США ещё в 1920-х годах, но была отклонена Генеральным советом флота. В конце 1939 года командир авианосца «Рейнджер» Д. Маккейн предлагал построить на базе лёгких крейсеров как минимум 8 «карманных» авианосцев с высокой скоростью хода и авиагруппой из 24—30 самолётов для совместных действий с линкорами. Однако и эта идея была отвергнута.
Пересмотр взглядов военно-морского командования США произошёл в начале 1942 года. Война на Тихом океане, начавшаяся 7 декабря 1941 года, быстро выявила решающую роль авианосцев в морских операциях. Однако на тот момент японский флот обладал значительным преимуществом в авианосцах. Хотя американским флотом было заказано 13 тяжёлых авианосцев типа «Эссекс», их вступление в строй ожидалось нескоро и было принято решение прибегнуть к паллиативным мерам. На верфях США находилось значительное количество лёгких крейсеров типа «Кливленд» в различных стадиях постройки. При активной поддержке президента США Ф. Рузвельта, было приказано достроить часть из них в качестве лёгких авианосцев. Генеральный совет флота возражал против этого проекта, указывая, что флот получит малоэффективные корабли и это произойдёт лишь немногим ранее получения первых авианосцев типа «Эссекс», но к его возражениям не прислушались. Уже 11 января 1942 года крейсер «Амстердам» был перезаказан как авианосец и затем переименован, став головным авианосцем типа «Индепенденс». Всего было перезаказано 9 кораблей серии, вступавших в строй с января по декабрь 1943 года. Первоначально они классифицировались как эскадренные авианосцы (англ. CV), а с 15 июля 1943 года как лёгкие авианосцы (англ. CVL).
Внутренняя начинка крейсерских корпусов осталась неизменной, хотя пришлось пересмотреть схему броневой защиты, причём два первых корабля типа «Индепенденс» не имели бронирования борта вообще. Для сохранения остойчивости при высоко расположенной полётной палубе установили були. Поскольку корабли изначально имели узкий «крейсерский» нос, полётную палубу пришлось разместить не доходя до него. Ангар был открытым и по размерам уступал таковым даже на эскортных авианосцах. Поэтому стандартный состав авиагруппы ограничивался 30 самолётами, хотя на практике корабли часто несли по 34, а иногда по 42. Авианосцы типа «Индепенденс» считались неплохими, но их корпус оказался слишком узким, а живучесть невысокой. Оценивая «индепенденсы», Тихоокеанский совет флота отмечал в 1945 году, что полезность этих кораблей сводилась в основном к тому, что будучи достроенными в качестве крейсеров, они вероятно нанесли бы противнику меньший урон, чем как авианосцы. Вместе с тем, совет подчёркивал нежелательность развития этого опыта в мирное время, поскольку малый состав авиагруппы, уязвимость от бомб и торпед, неудовлетворительная обитаемость, ограничения по взлётно-посадочным операциям, особенно на волнении — всё это делало авианосцы типа «Индепенденс» слабым оружием.
Самым же главным недостатком оказалось время постройки. Хотя её нельзя было назвать медленной, авианосцы типа «Эссекс» строились гораздо быстрее, чем ожидалось и головной из них вступил в строй раньше «Индепенденса», а ведь они превосходили «индепенденсы» по всем показателям.

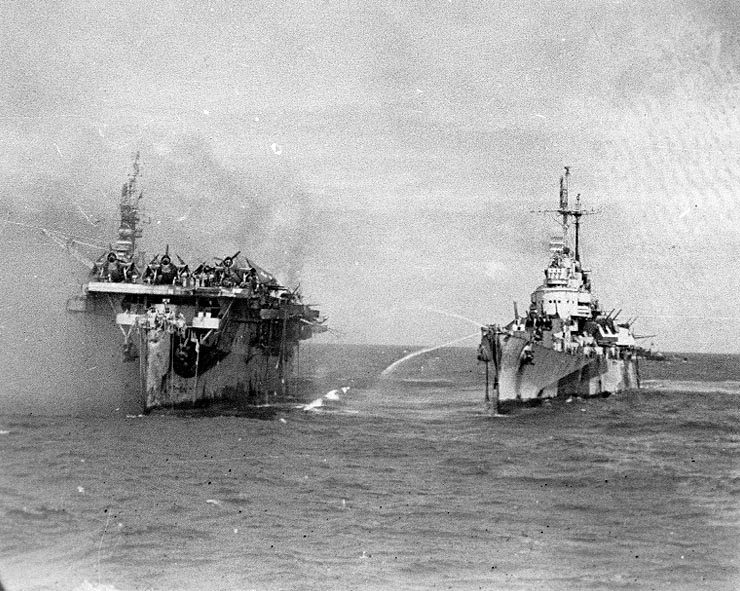
Пожар на авианосце «Принстон» типа «Индепенденс», 24 сентября 1944 год

| Водоизмещение, стандартное/полное, т        | 10 662 — 14 751 / 11 900 — 15 200     | 15 118 / 18 750                          |
| Энергетическая установка, л. с.             | 100 000                               | 120 000                                  |
| Максимальная скорость, узлов                | 31,6                                  | 32                                       |
| Дальность плавания, миль на скорости, узлов | 13 000 (15)                           | 11 700 (14)                              |
| Артиллерийское вооружение                   | 2×4 и 8×2 — 40-мм/56 22×1 — 20-мм/70  | 5×4 и 11×2 — 40-мм/56 16×2 — 20-мм/70    |
| Авиагруппа                                  | 30 самолётов                          | 48 самолётов                             |
| Бронирование, мм                            | Борт — 127 траверзы — 127 палуба — 51 | Борт — 64-102 траверзы — 102 палуба — 64 |
| Экипаж, чел.                                | 1569                                  | 1821                                     |

## Лёгкие авианосцы Великобритании времён Второй мировой войны
Несмотря на успехи палубной авиации Королевского флота в начале Второй мировой войны, Адмиралтейство долгое время скептически относилось к возможностям авианосцев, предпочитая им строительство линкоров. Считалось, что крупные артиллерийские корабли могут действовать в любую погоду и любое время суток, в то время как палубная авиация британского флота была весьма ограничена в своих возможностях. В результате, с начала войны и до весны 1942 года не было заложено ни одного нового авианосца. Лишь впечатление от успехов японских авианосцев на Тихом океане изменило положение дел. Кораблестроительной программой 1942 года было заказано 52 авианосца, в том числе 4 больших эскадренных, 10 лёгких эскадренных, 6 лёгких и 32 эскортных авианосца. Поскольку постройку эскортных авианосцев для британского флота взяли на себя США, кораблестроители Великобритании сосредоточились на лёгких авианосцах.
В 1942 году было заложено восемь лёгких авианосцев типа «Колоссус», а в январе 1943 года ещё два. Проект был разработан специально для крупносерийного и быстрого строительства. Сконструированный по гражданским нормам он не имел броневой защиты и противоторпедной защиты, зато его полётная палуба была немногим меньше, чем у авианосцев типа «Илластриес». При полном водоизмещении более 18 000 тонн его двухвальная паротурбинная установка обеспечивала скорость 25 узлов, вооружение составляли лишь зенитные автоматы — «пом-помы» и «эрликоны». Зато авианосцы типа «Колоссус» могли нести по проекту 37 самолётов, фактически их могло быть и больше. Головной авианосец вошёл в строй в декабре 1944 года, ещё семь успели пополнить флот до окончания военных действий, хотя в боях поучаствовали не все. Два корабля серии были достроены уже после войны.
Вторая серия британских лёгких авианосцев стала развитием типа «Колоссус». За счёт уменьшения запаса авиационного топлива удалось усилить конструкцию палубы для приёма новых, более тяжёлых самолётов. Кроме того, изменился состав зенитной артиллерии — устаревшие «пом-помы» уступили место заметно более эффективным «бофорсам». В остальном конструкция повторяла тип «Колоссус». В 1943 году было заложено сразу шесть авианосцев типа «Маджестик», однако до конца Второй мировой войны их успели лишь спустить на воду, да и то не все. Ввиду того, что это был чрезвычайный военный проект, приоритетными качествами которого были простота и скорость постройки, а не высокие боевые качества, достройка была остановлена.
Кроме «колоссусов» и «маджестиков» британский флот пожелал получить и более крупные корабли, которые должны были стать компромиссом между мощью и скоростью тяжёлых авианосцев и дешевизной лёгких. Так в 1942 году появился проект «Центавр», который официально именовался как «Промежуточный флотский авианосец» (англ. Intermediate Fleet Carrier). В целом, он был несколько увеличенным вариантом «Колоссуса» с почти вдвое более мощной энергетической установкой. Скорость выросла со скромных 25 узлов до приемлемых 29,5. Увеличенное водоизмещение позволило снабдить новые авианосцы броневой защитой. Появилась бронированная полётная палуба, хотя и весьма тонкая, тонкий же бортовой пояс в районе машинно-котельных отделений, погреба боеприпаса защитили более серьёзно. Удалось также дать типу «Центавр» противоторпедную защиту, пусть и весьма слабую. Проект понравился командованию флота и в 1944 году были заказаны сразу восемь таких авианосцев. Лишь четыре из них успели заложить в ходе войны, заказ на остальные отменили. Ни один из авианосцев типа «Центавр» не был спущен на воду до конца войны, а осенью 1945 года все работы на верфях приостановили.

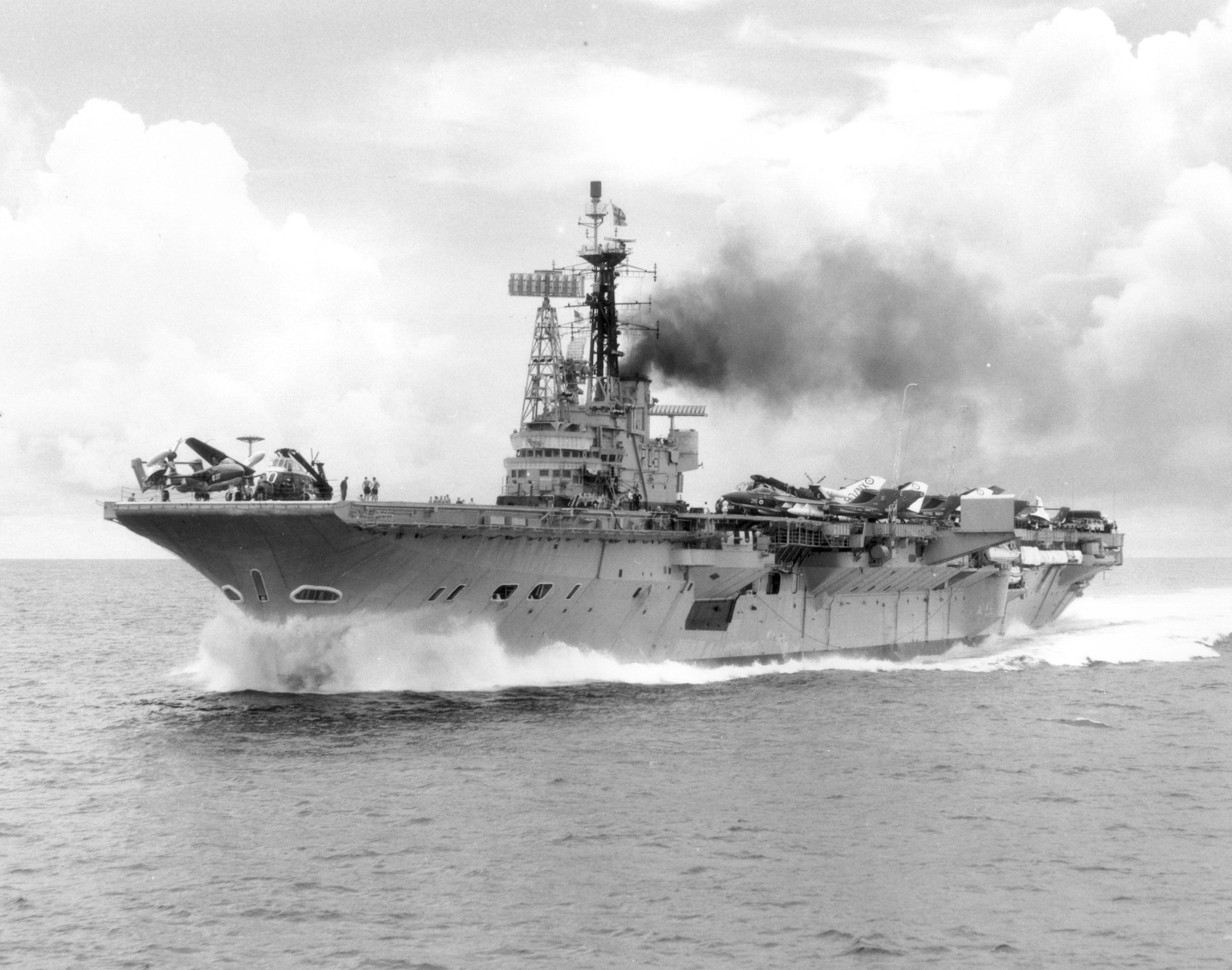
Лёгкий авианосец «Центавр» типа «Центавр».

| Водоизмещение, стандартное/полное, т        | 13 190 / 18 040                       | ? / 17 780                     | ? / 24 000                            |
| Энергетическая установка, л. с.             | 40 000                                | 40 000                         | 76 000                                |
| Максимальная скорость, узлов                | 25                                    | 25                             | 29,5                                  |
| Дальность плавания, миль на скорости, узлов | ?                                     | ?                              | 6000 (20)                             |
| Артиллерийское вооружение                   | 6×4 — 40-мм/40 11×1 и 10×1 — 20-мм/70 | 6×4 — 40-мм/40 19×1 — 40-мм/56 | 4×2 — 114-мм/45 2×6 и 11×2 — 40-мм/56 |
| Авиагруппа                                  | 37 самолётов                          | 37 самолётов                   | 42 самолёта                           |
| Бронирование, мм                            | Погреба — 10                          | Погреба — 10                   | Палуба, погреба, машины — 25—51       |
| Экипаж, чел.                                | 1300                                  | 1300                           | 1390                                  |

## Лёгкие авианосцы Японии времён Второй мировой войны
В японском флоте официального разделения авианосцев на подклассы не существовало. Однако полуофициально они делились на большие, средние и малые. Пятая программа пополнения флота, принятая японским парламентом в октябре 1941 года разделяла все авианосцы на тяжёлые, или 1-го класса, и лёгкие, или 2-го класса. К последним относились небронированные авианосцы, имеющие менее 70 самолётов в авиагруппе. Вместе с тем, в японских документах существовала значительно путаница по поводу классификация авианосцев, поскольку Морской генеральный штаб нередко классифицировал их не по конструкции и размерам, но по оперативно-тактическому применению.

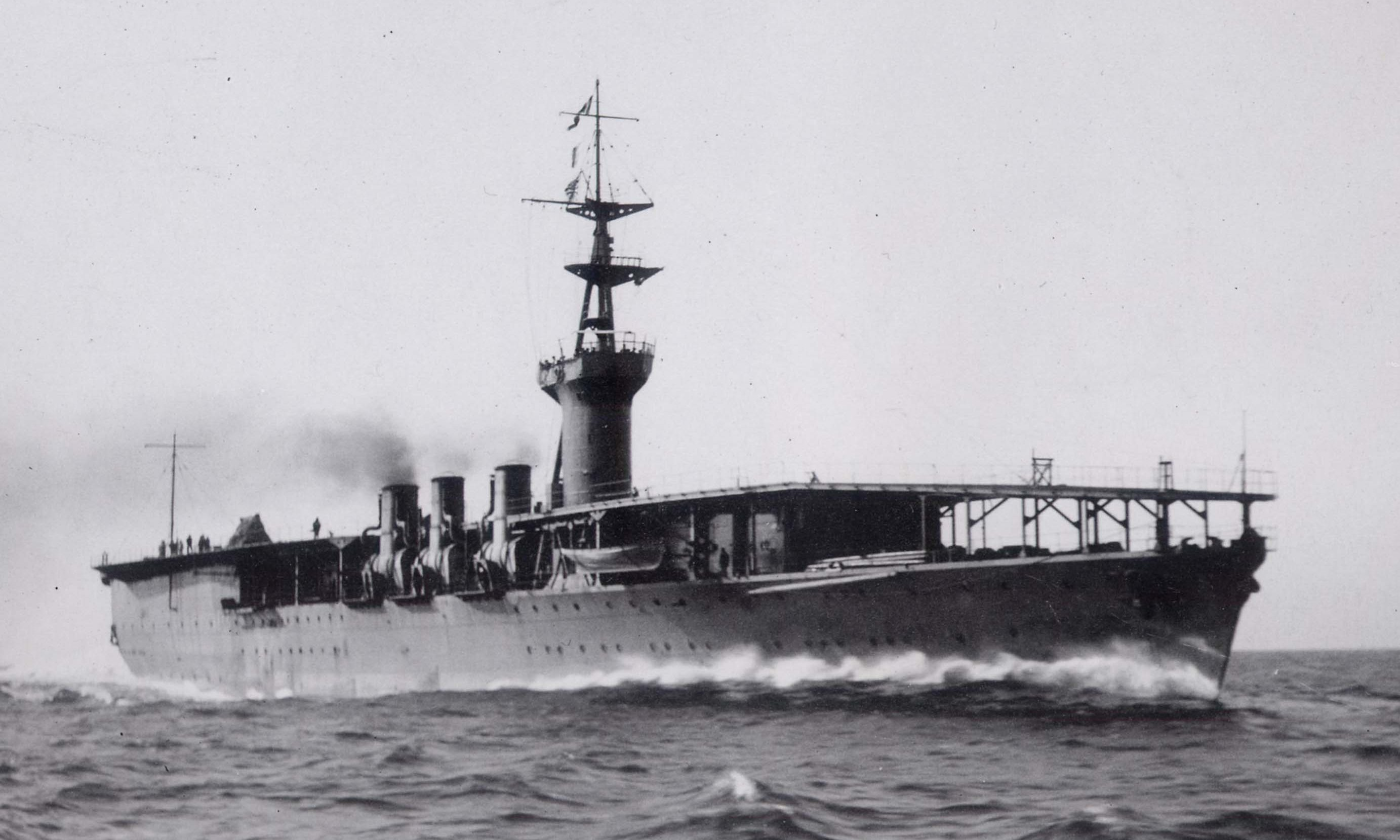
Лёгкий авианосец «Хосё», 1922 год

| Сравнительные ТТХ японских лёгких авианосцев | Сравнительные ТТХ японских лёгких авианосцев  | Сравнительные ТТХ японских лёгких авианосцев | Сравнительные ТТХ японских лёгких авианосцев | Сравнительные ТТХ японских лёгких авианосцев | Сравнительные ТТХ японских лёгких авианосцев |
| Основные элементы                            | «Хосё»                                        | «Рюдзё»                                      | «Дзуйхо»                                     | «Рюхо»                                       | «Титосэ»                                     |
| -------------------------------------------- | --------------------------------------------- | -------------------------------------------- | -------------------------------------------- | -------------------------------------------- | -------------------------------------------- |
| Водоизмещение, стандартное/полное, т         | 7470 / 10 797                                 | 10 600 / 13 650                              | 11 262 / 14 200                              | 13 360 / 16 700                              | 11 190 / 15 300                              |
| Энергетическая установка, л. с.              | 30 000                                        | 65 000                                       | 52 000                                       | 52 000                                       | 44 000 + 12 800                              |
| Максимальная скорость, узлов                 | 25                                            | 29                                           | 29,5                                         | 28                                           | 28,9                                         |
| Дальность плавания, миль на скорости, узлов  | 10 000 (14)                                   | 10 000 (14)                                  | 7800 (18)                                    | 8000 (18)                                    | 11 810 (18)                                  |
| Артиллерийское вооружение                    | 4×1 — 140-мм/50 2×1 — 76-мм/40 4×2 — 25-мм/60 | 4×2 — 127-мм/40 2×2 — 25-мм/60               | 4×2 — 127-мм/40 2×2 — 25-мм/60               | 4×2 — 127-мм/40 38 — 25-мм/60                | 4×2 — 127-мм/40 10×3 — 25-мм/60              |
| Авиагруппа                                   | 21 самолёт                                    | 38 самолётов                                 | 30 самолётов                                 | 31 самолёт                                   | 30 самолётов                                 |
| Бронирование, мм                             | —                                             | —                                            | —                                            | —                                            | палуба — 20—70                               |
| Экипаж, чел.                                 | 550                                           | 924                                          | 785                                          | 989                                          | 785                                          |

## Проекты лёгких авианосцев других стран 1930—1940-х годов

### Проекты лёгких авианосцев Германии
Командование Кригсмарине изначально не уделяло большого внимания авианосцам, больше полагаясь на крупные артиллерийские корабли. Разработка авианосцев началась в Германии в конце 1933 года и предполагала постройку ограниченного количества кораблей, предназначенных для рейдерских операций в Атлантике. Однако строительство авианосца «Граф Цеппелин», начатое в 1936 году по различным причинам тормозилось, постройка второго корабля этого типа прекратилась почти сразу после закладки. Между тем, к 1942 году германское военно-морское командование убедилось в высокой ценности авианосцев и выдвинуло ряд проектов перестройки в авианесущие кораблей других типов. Хотя классификация Кригсмарине не предусматривала деление авианосцев на подклассы, два из предложенных проектов можно отнести к лёгким авианосцам.
В мае 1942 года было принято решение о преобразовании в авианосец почти законченного тяжёлого крейсера «Зейдлиц», принадлежавшего в типу «Адмирал Хиппер». После утверждения этого проекта А. Гитлером в декабре 1942 года начались работы по демонтажу орудийных башен и надстроек крейсера. Однако работы велись неспешно и в июне 1943 года прекратились окончательно. По своей архитектуре несостоявшийся авианосец напоминал «Граф Цеппелин», но его ангар был гораздо меньше и вмещал лишь 18 самолётов. Предполагалось составить авиагруппу из 10 истребителей Bf-109T и 8 пикирующих бомбардировщиков Ju-87D.
После неудачи попыток достроить захваченный в Сен-Назере французский авианосец «Жоффр», немецкое военно-морское руководство решило превратить в авианосец недостроенный французский лёгкий крейсер «Де Грасс», находившийся на эллинге верфи Лорьяна. Предложение было выдвинуто в августе 1942 года, а в январе 1943 года проект был подготовлен и утверждён. Однако огромный объём предстоящих работ и некомплект механизмов вынудил германское командование уже в феврале 1943 года отказаться от конверсии «Де Грасса». Проектом предусматривалось создание небольшого авианосца с авиагруппой из 11 истребителей и 12 торпедоносцев-бомбардировщиков.

### Проекты лёгких авианосцев СССР
Советский флот, признавая огромное значение авиации в борьбе на море, до середины 1930-х годов не стремился получить авианосцы, придерживаясь теории «малой войны на море». Выдвигавшиеся в 1920-х годах предложения по конверсии в авианосцы недостроенного линейного крейсера «Измаил» и учебного судна «Комсомолец» отвергались по различным соображениям. Однако с 1936 года СССР стал на путь создания «Большого флота» и в его составе предусматривались, наряду с крупными артиллерийскими кораблями, авианосцы.

## Лёгкие авианосцы в послевоенный период

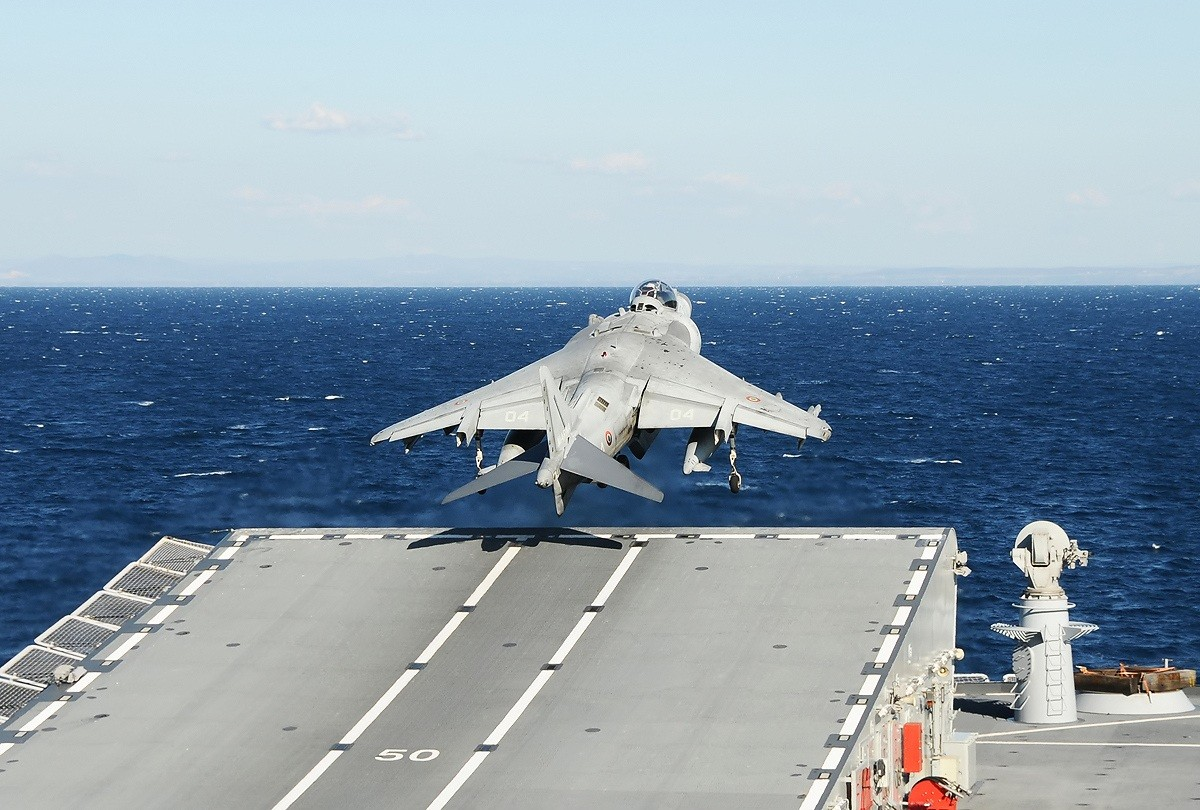
«Харриер» — появление этого самолёта возродило интерес к лёгким авианосцам.

Возрождение интереса морских держав к лёгким авианосцам был связан с двумя обстоятельствами. Во-первых, стоимость «полноразмерных» авианосцев достигла огромных цифр и их постройка вызывала сомнения даже в Конгрессе США. Великобритания по финансовых соображениям отказалась от строительства авианосцев CVA-01 средней размерности. Прочие страны даже не планировали постройки полноценных авианосцев. Во-вторых, в конце 1960-х — начале 1970-х годов существовало мнение, что появившиеся в 1960-х годах самолёты вертикального или укороченного взлёта и посадки имеют огромные перспективы и в недалёком будущем заменят традиционные самолёты.

### Проектирование лёгких авианосцев в США
В 1971 году американский флот начал работы по проектированию авианосца SCS (англ. Sea Control Ship). С самого начала речь шла о создании эскортного корабля с преимущественно противолодочной направленностью. Они предназначались для прикрытия важнейших конвоев, так как считалось, что большие авианосцы будут использоваться для других целей. Таким образом, фактически проектировался эскортный авианосец на новом техническом уровне. Основой авиагруппы должны были стать противолодочные вертолёты, которые должны были бороться с главной угрозам конвоям — советскими атомными подводными лодками. Угроза с воздуха предполагалась в виде одиночных бомбардировщиков-ракетоносцев типа Ту-16 и разведчиков Ту-95РЦ, для нейтрализации которой авиагруппу SCS предполагалось дополнить вертолётами ДРЛО и незначительным количеством самолётов «Харриер» в истребительной версии. Были подготовлены варианты авианосца водоизмещением от 8400 до 21 480 тонн, с авиагруппами от 10 до 29 летательных аппаратов. Ограничение по стоимости вынудили выбрать для дальнейшей разработки вариант с водоизмещением 9773 тонны. Предполагалось иметь на борту 14 вертолётов, включая три машины ДРЛО и три истребителя «Харриер». Собственное вооружение корабля ограничивалась двумя зенитно-артиллерийскими комплексами «Вулкан-Фаланкс», скорость предполагалась умеренной — 26 узлов. Командование флота хотело получить восемь SCS по цене одного авианосца типа «Нимиц».
В 1972—1974 годах жизнеспособность концепции нового конвойного авианосца была проверена в ходе испытаний на борту десантного вертолётоносца «Гуам», которые получили положительную оценку. Однако в ходе разработки SCS в военно-морских кругах США началась борьба, вызванная опасениями, что проекты малых авианосцев могут поставить под удар строительство полноразмерных авианесущих кораблей. Было высказано мнение о крайне слабой защищённости лёгких авианосцев от торпед и противокорабельных ракет. Это противодействие, а также нехватка средств привела к остановке проекта SCS в 1979 году. Техническая документация была впоследствии продана Испании, где реализовали проект SCS как лёгкий авианосец «Принсипе де Астуриас».
| Сравнительные ТТХ современных лёгких авианосцев | Сравнительные ТТХ современных лёгких авианосцев                             | Сравнительные ТТХ современных лёгких авианосцев | Сравнительные ТТХ современных лёгких авианосцев | Сравнительные ТТХ современных лёгких авианосцев | Сравнительные ТТХ современных лёгких авианосцев | Сравнительные ТТХ современных лёгких авианосцев |
| Основные элементы                               | «Инвинсибл»                                                                 | «Вираат»                                        | «Принсипе де Астуриас»                          | «Джузеппе Гарибальди»                           | «Кавур»                                         | «Чакри Нарубет»                                 |
| ----------------------------------------------- | --------------------------------------------------------------------------- | ----------------------------------------------- | ----------------------------------------------- | ----------------------------------------------- | ----------------------------------------------- | ----------------------------------------------- |
| Водоизмещение, стандартное/полное, т            | 16 970 / 20 710                                                             | 23 900 / 28 700                                 | 15 500 / 17 188                                 | 10 100 / 13 850                                 | 22 300 / 26 600                                 | 10 200 / 11 485                                 |
| Энергетическая установка, л. с.                 | 97 200                                                                      | 76 000                                          | 46 400                                          | 81 000                                          | 81 000                                          | 44 250                                          |
| Максимальная скорость, узлов                    | 28                                                                          | 28                                              | 26                                              | 30                                              | 28                                              | 26                                              |
| Дальность плавания, миль на скорости, узлов     | 7000 (20)                                                                   | 7000 (18)                                       | 6500 (20)                                       | 7000 (20)                                       | 7000 (16)                                       | 10 000 (12)                                     |
| Ракетное вооружение                             | 1×2 — ЗРК «Си Дарт»                                                         | 2×32 ЗРК «Барак-1»                              | —                                               | 4×1 — ПКРК «Тесео» 2×8 — ЗРК «Альбатрос»        | 4×8 — ЗРК SAAM                                  | Зарезервировано место                           |
| Артиллерийское вооружение                       | 3×7 — 30-мм ЗАК «Голкипер» или 3×6 — 20-мм ЗАК «Вулкан-Фаланкс» 2×1 — 20-мм | 2×6 — 30-мм ЗАК АК-630 2×1 — 40-мм/70 «Бофорс»  | 4×12 — 20-мм ЗАК «Мерока»                       | 3×2 — 40-мм ЗАК «Дардо»                         | 2×1 — «Супер Рэпид» 3×1 — 25-мм                 | Зарезервировано место                           |
| Авиагруппа                                      | до 22 ЛА                                                                    | 19 ЛА                                           | 17 ЛА                                           | до 17 ЛА                                        | до 20 ЛА                                        | до 12                                           |
| Экипаж, чел.                                    | 1051                                                                        | 1350                                            | 763                                             | 812                                             | 950                                             | 601                                             |

## Лёгкие авианосцы различных стран

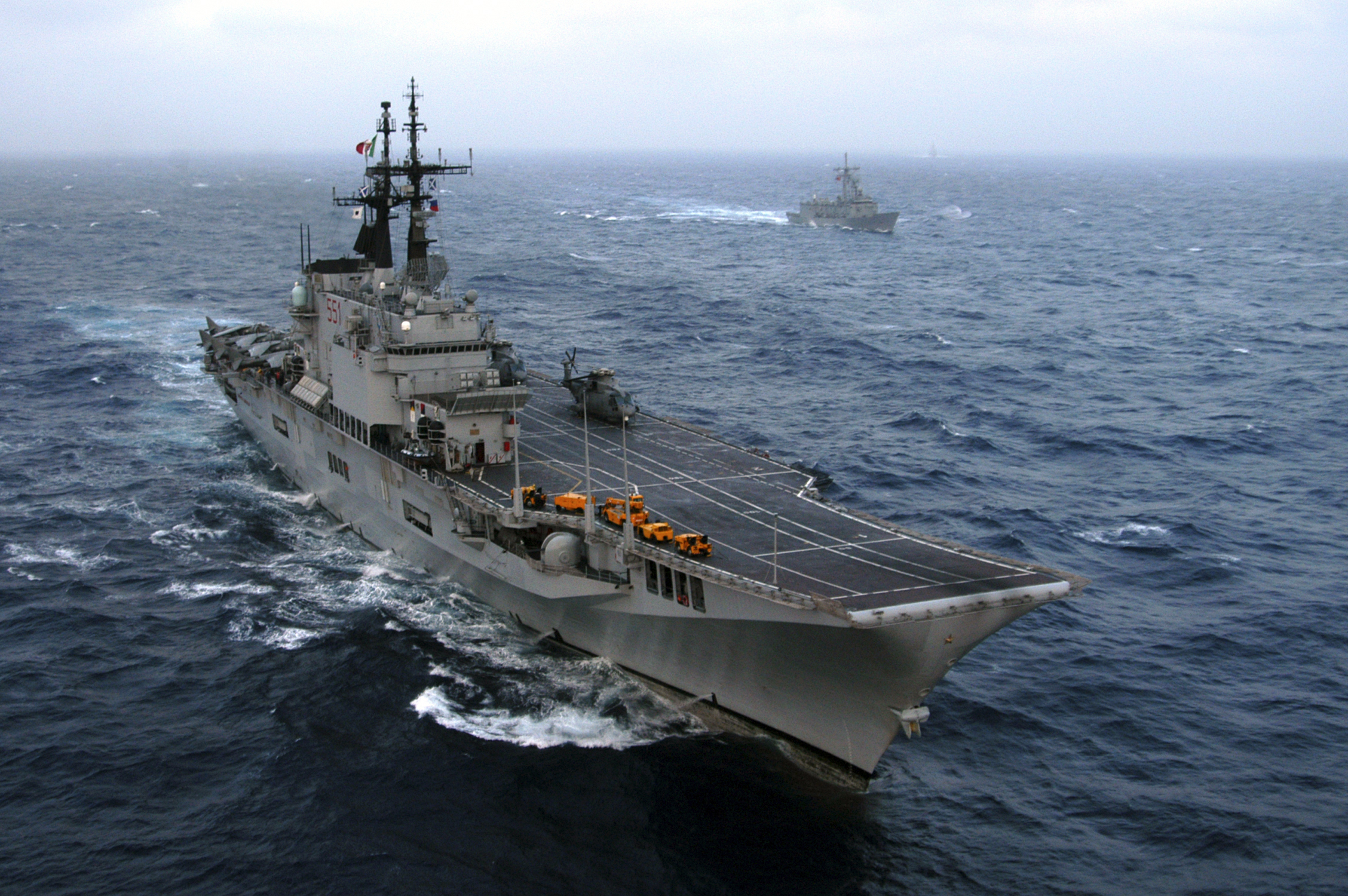
Лёгкий авианосец «Джузеппе Гарибальди» — представитель современных лёгких авианосцев.

### Действующая служба

#### Италия
- Джузеппе Гарибальди — итальянский авианосец,
- Кавур

#### Испания
- Хуан Карлос I

#### Таиланд
- HTMS Chakri Naruebet

### Ушедший на пенсию

#### Аргентина
- ARA Independencia — «Колоссус»-класса, бывший британский HMS Warrior (R31)
- ARA Veinticinco de Mayo (Вейнтисинко де Майо) — «Колоссус»-класса, ранее голландские Hr. Мисс Карел швейцар и Великобритании HMS Venereble (R63)

#### Австралия
- HMAS Сидней — Леандер-класс лёгких крейсеров
- HMAS Vengeance — «Колоссус»-класса, бывший британский HMS Vengeance (R71)
- HMAS Melbourne — Леандер-класс лёгких крейсеров

#### Бразилия
- Наэль Минас-Жерайс — «Колоссус»-класса, ранее австралийские HMAS Vengeance и Великобритании HMS Vengeance (R71)

#### Франция
- Буа Белло (R97) — лёгкий авианосец типа «Индепенденс», ранее «Белло-Вуд» (CVL-24)
- Лафайетт (R96) — лёгкий авианосец типа «Индепенденс», ранее USS Langley (CVL-27)
- АРРОМАНШ (R95) — «Колоссус»-класса, бывший британский HMS Colossus (R15)

#### Великобритания
- HMS Unicorn (I72)
- HMS Colossus (R15) — «Колоссус»-класса,
- HMS Triumph (R16) — «Колоссус»-класса,
- HMS Warrior (R31) — «Колоссус»-класса,
- HMS Perseus (R51) — «Колоссус»-класса,
- HMS Glory (R62) — «Колоссус»-класса,
- HMS вооружённых силах СССР (R63) — «Колоссус»-класса,
- HMS Тесей (R64) — «Колоссус»-класса,
- HMS Ocean (R68) — «Колоссус»-класса,
- HMS Vengeance (R71) — «Колоссус»-класса,
- HMS Pioneer (R76) — «Колоссус»-класса,
- HMS Centaur (R06) — «Кентавр»-класс
- HMS Albion (R07) — «Кентавр»-класс
- HMS оплот (R08) — «Кентавр»-класс
- HMS Hermes (R12) — «Кентавр»-класс
- HMS Invincible (R05) — Invincible-Class
- HMS Illustrious (R06) — Invincible-Class
- HMS Ark Royal (R07) — Invincible-Class

#### Индия
- INS Vikrant (R11) — Маджестик-класса авианосец.
- INS Viraat (R22) — Кентавр-класс, бывший британский HMS Hermes

#### Канада
- HMCS Warrior — Колоссус"-класса бывший британский HMS Warrior (R31)
- HMCS Magnificent — Маджестик-класса
- HMCS Bonaventure — Маджестик-класса

#### Нидерланды
- Hr. Мисс Карел — «Колоссус», — бывший британский HMS вооружённых силах (R63)

#### Испания
- Dédalo — Independence-класса, ранее USS Cabot (CVL-28)
- Príncipe de Asturias

#### Соединённые Штаты Америки
- USS Independence (CVL-22) — Independence-класс
- USS Princeton (CVL-23) — Independence-класс
- «Белло-Вуд» (CVL-24) — Independence-класс
- USS Cowpens (CVL-25) — Independence-класс
- USS Monterey (CVL-26) — Independence-класс
- USS Langley (CVL-27) — Independence-класс
- USS Cabot (CVL-28) — Independence-класс
- USS Bataan (CVL-29) — Independence-класс
- USS San Jacinto (CVL-30) — Independence-класс
- USS Saipan (CVL-48) — Сайпан-класс
- USS Wright (CVL-49) — Сайпан-класс